# Zaventem
Zaventem là một đô thị trong tỉnh Vlaams-Brabant, vùng Flanders, một trong ba vùng của Bỉ. Đô thị này bao gồm các thị xã Nossegem, Sint-Stevens-Woluwe, Sterrebeek và Zaventem proper. Tại thời điểm ngày 1 tháng 1 năm 2006,  Zaventem có tổng dân số 28.651 người. Tổng diện tích là 27,62 km² với mật độ dân số là 1.037 người trên mỗi km².
Sân bay Brussels tọa lạc ở đô thị này.
Ngôn ngữ chính thức là tiếng Hà Lan (như ở những nơi khác ở Flanders). Các cộng đồng thiểu số đến từ các nước Liên minh châu Âu, Hoa Kỳ và Canada.

## Liên kết ngoài

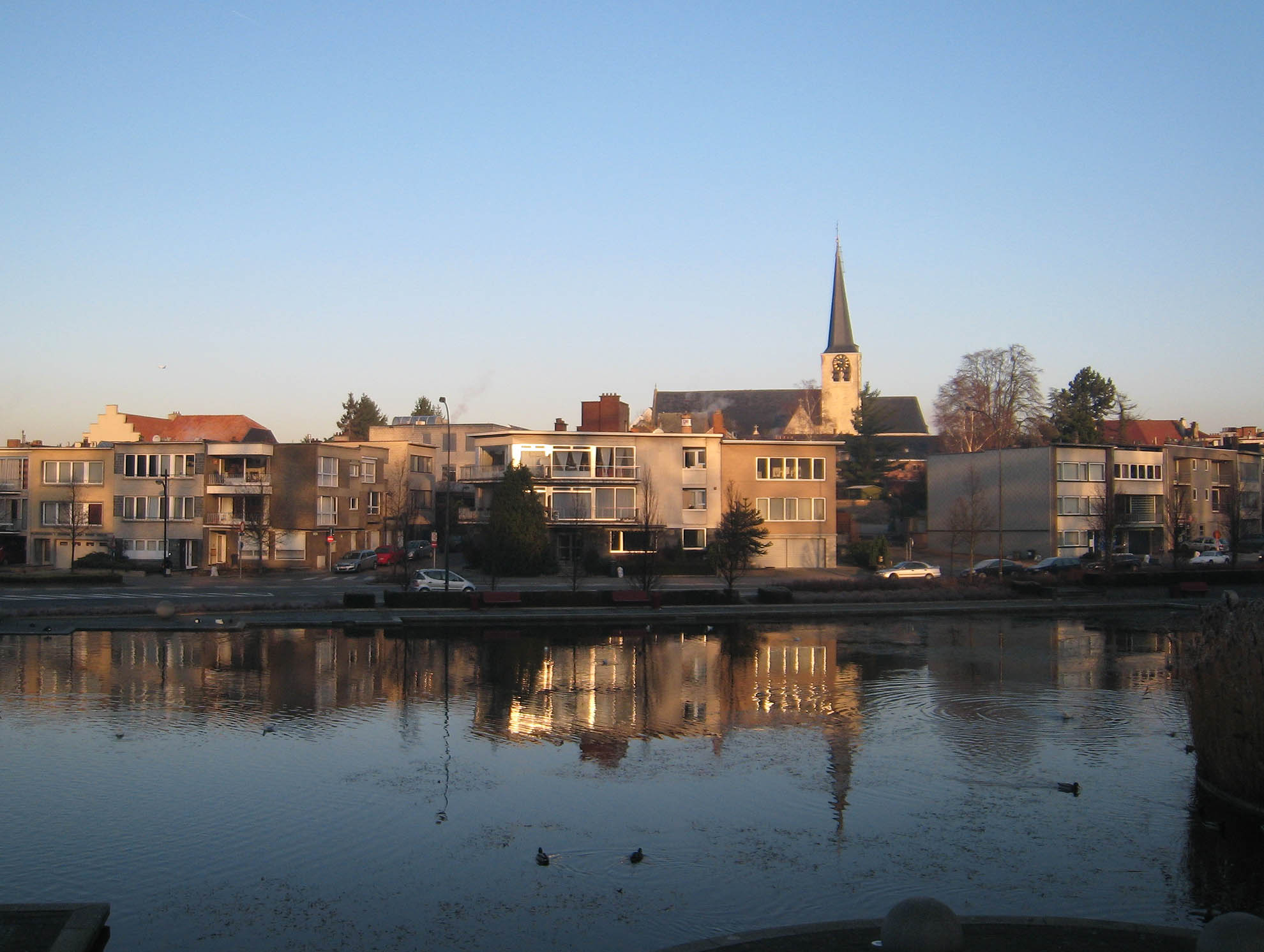
Trung tâm Zaventem